# Olympische Sommerspiele 2012/Leichtathletik – Diskuswurf (Männer)

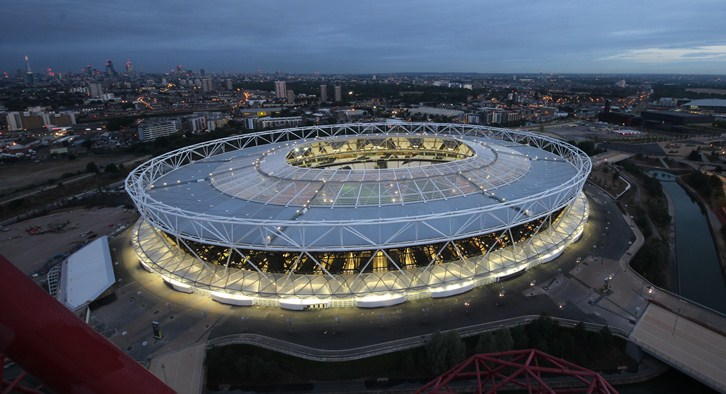
Das Olympiastadion von London im Jahr 2015

Der Diskuswurf der Männer bei den Olympischen Spielen 2012 in London wurde am 6. und 7. August 2012 im Olympiastadion London ausgetragen. 41 Athleten nahmen teil.
Olympiasieger wurde der Deutsche Robert Harting. Der Iraner Ehsan Hadadi gewann die Silbermedaille. Bronze errang der Este Gerd Kanter.
Neben dem Olympiasieger Harting traten auch Markus Münch und Martin Wierig für Deutschland an. Während Münch in der Qualifikation ausschied, erreichte Wierig das Finale und belegte Rang sechs.

Der Österreicher Gerhard Mayer scheiterte in der Qualifikation.

Athleten aus der Schweiz und Liechtenstein nahmen nicht teil.

## Aktuelle Titelträger
| Olympiasieger                      | Gerd Kanter ( Estland)        | 68,82 m | Peking 2008       |
| Weltmeister                        | Robert Harting ( Deutschland) | 68,97 m | Daegu 2011        |
| Europameister                      | Robert Harting ( Deutschland) | 68,30 m | Helsinki 2012     |
| Zentralamerika und Karibik-Meister | Jason Morgan ( Jamaika)       | 60,20 m | Mayagüez 2011     |
| Südamerika-Meister                 | Ronald Julião ( Brasilien)    | 62,72 m | Buenos Aires 2011 |
| Asienmeister                       | Ehsan Hadadi ( Iran)          | 62,27 m | Kōbe 2011         |
| Afrikameister                      | Victor Hogan ( Südafrika)     | 61,80 m | Porto-Novo 2012   |
| Ozeanienmeister                    | Alex Rose ( Samoa)            | 56,29 m | Cairns 2012       |

## Bestehende Rekorde
| Weltrekord         | Jürgen Schult ( DDR)         | 74,08 m | Neubrandenburg, DDR (heute Deutschland) | 6. Juni 1986    |
| Olympischer Rekord | Virgilijus Alekna ( Litauen) | 69,89 m | Finale OS Athen, Griechenland           | 23. August 2004 |

Der bestehende olympische Rekord wurde bei diesen Spielen nicht erreicht. Der weiteste Wurf gelang dem deutschen Olympiasieger Robert Harting in seinem fünften Versuch im Finale am 7. August auf 68,27 m. Damit blieb er 1,62 m unter dem Olympia- und 5,81 m unter dem Weltrekord.

## Legende
Kurze Übersicht zur Bedeutung der Symbolik – so üblicherweise auch in sonstigen Veröffentlichungen verwendet:
| – | verzichtet |
| x | ungültig   |

Anmerkungen:
- Alle Zeiten in diesem Beitrag sind nach Ortszeit London (UTC±0) angegeben.
- Alle Weitenangaben sind in Metern (m) notiert.

## Qualifikation
Die Qualifikation wurde in zwei Gruppen durchgeführt. Sechs Teilnehmer (hellblau unterlegt) übertrafen die direkte Finalqualifikationsweite von 65,00 m. Damit war die Mindestanzahl von zwölf Finalteilnehmern nicht erreicht. So wurde das Finalfeld mit sechs weiteren Wettbewerbern (hellgrün unterlegt) aus beiden Gruppen nach den nächstbesten Weiten aufgefüllt. Für die Teilnahme am Finale waren schließlich 63,55 m zu erbringen.

### Gruppe A
- Apostolos Parellis – ausgeschieden
mit 63,48 m
- Märt Israel – ausgeschieden
mit 60,34 m

6. August 2012, 10:00 Uhr

| Platz | Name                | Nation         | 1. Versuch | 2. Versuch | 3. Versuch | Weite |
| ----- | ------------------- | -------------- | ---------- | ---------- | ---------- | ----- |
| 1     | Vikas Gowda         | Indien         | 63,52      | 65,20      | –          | 65,20 |
| 2     | Ehsan Hadadi        | Iran           | 65,19      | –          | –          | 65,19 |
| 3     | Piotr Małachowski   | Polen          | 62,08      | 64,65      | 63,96      | 64,65 |
| 4     | Virgilijus Alekna   | Litauen        | 62,32      | 63,88      | x          | 63,88 |
| 5     | Frank Casañas       | Spanien        | x          | 63,76      | 60,21      | 63,76 |
| 6     | Erik Cadée          | Niederlande    | 63,55      | x          | x          | 63,55 |
| 7     | Apostolos Parellis  | Zypern         | 63,48      | 62,49      | 62,54      | 63,48 |
| 8     | Jason Young         | USA            | 62,18      | x          | x          | 62,18 |
| 9     | Scott Martin        | Australien     | 58,15      | 57,67      | 62,14      | 62,14 |
| 10    | Ercüment Olgundeniz | Türkei         | x          | x          | 60,87      | 60.87 |
| 11    | Märt Israel         | Estland        | 59,60      | x          | 60,34      | 60,34 |
| 12    | Aleksander Tammert  | Estland        | 57,00      | 60,20      | 59,78      | 60,20 |
| 13    | Julian Wruck        | Australien     | 58,01      | 60,08      | 59,64      | 60,08 |
| 14    | Markus Münch        | Deutschland    | 59,95      | 59,34      | x          | 59,95 |
| 15    | Robert Urbanek      | Polen          | 59,56      | x          | x          | 59,56 |
| 16    | Brett Morse         | Großbritannien | x          | 58,18      | x          | 58,18 |
| 17    | Roland Varga        | Kroatien       | 57,76      | 58,17      | 57,79      | 58,17 |
| 18    | Germán Lauro        | Argentinien    | x          | 55,23      | 57,54      | 57,54 |
| 19    | Jason Morgan        | Jamaika        | 56,25      | 56,72      | 57,46      | 57,46 |
| 20    | Yunio Lastre        | Kuba           | x          | x          | 57,33      | 57,33 |

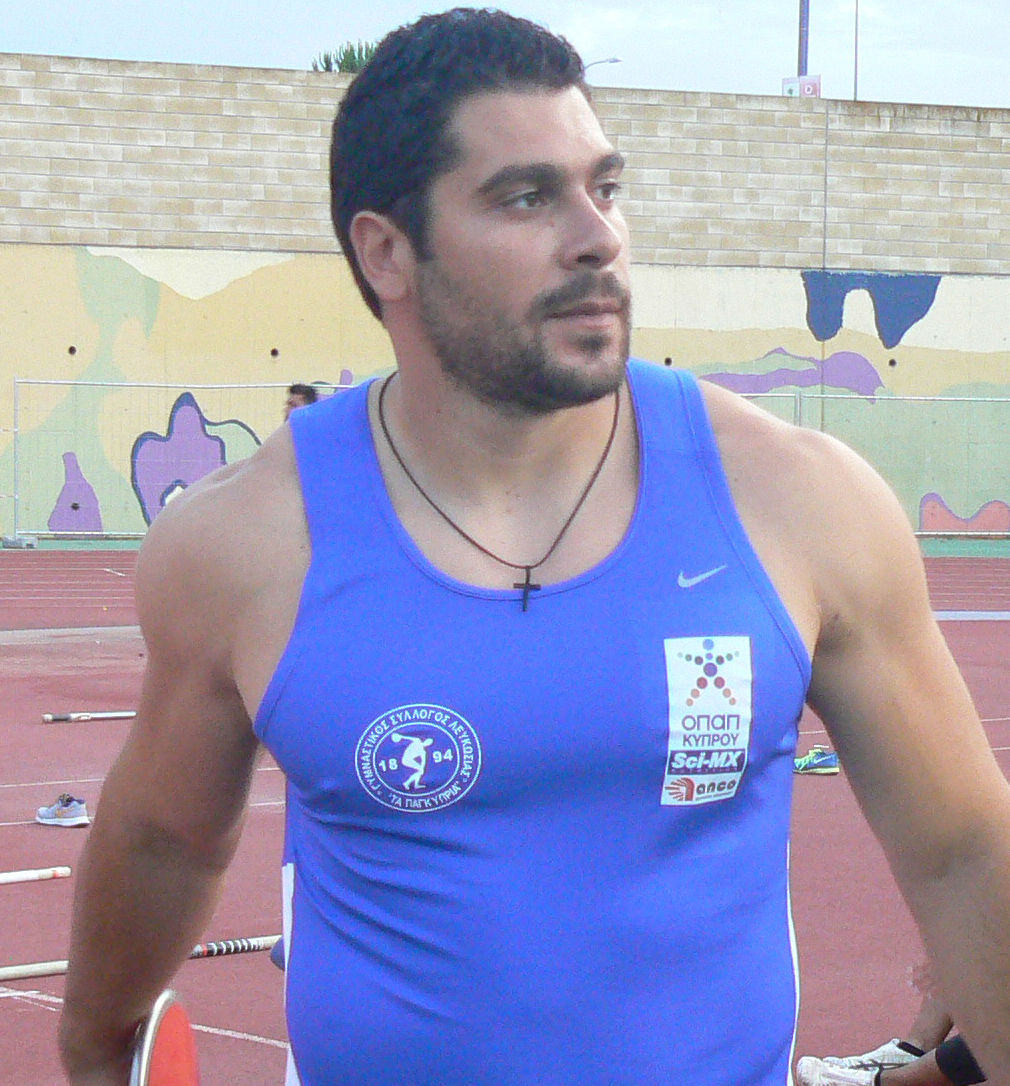
Apostolos Parellis – ausgeschieden mit 63,48 m
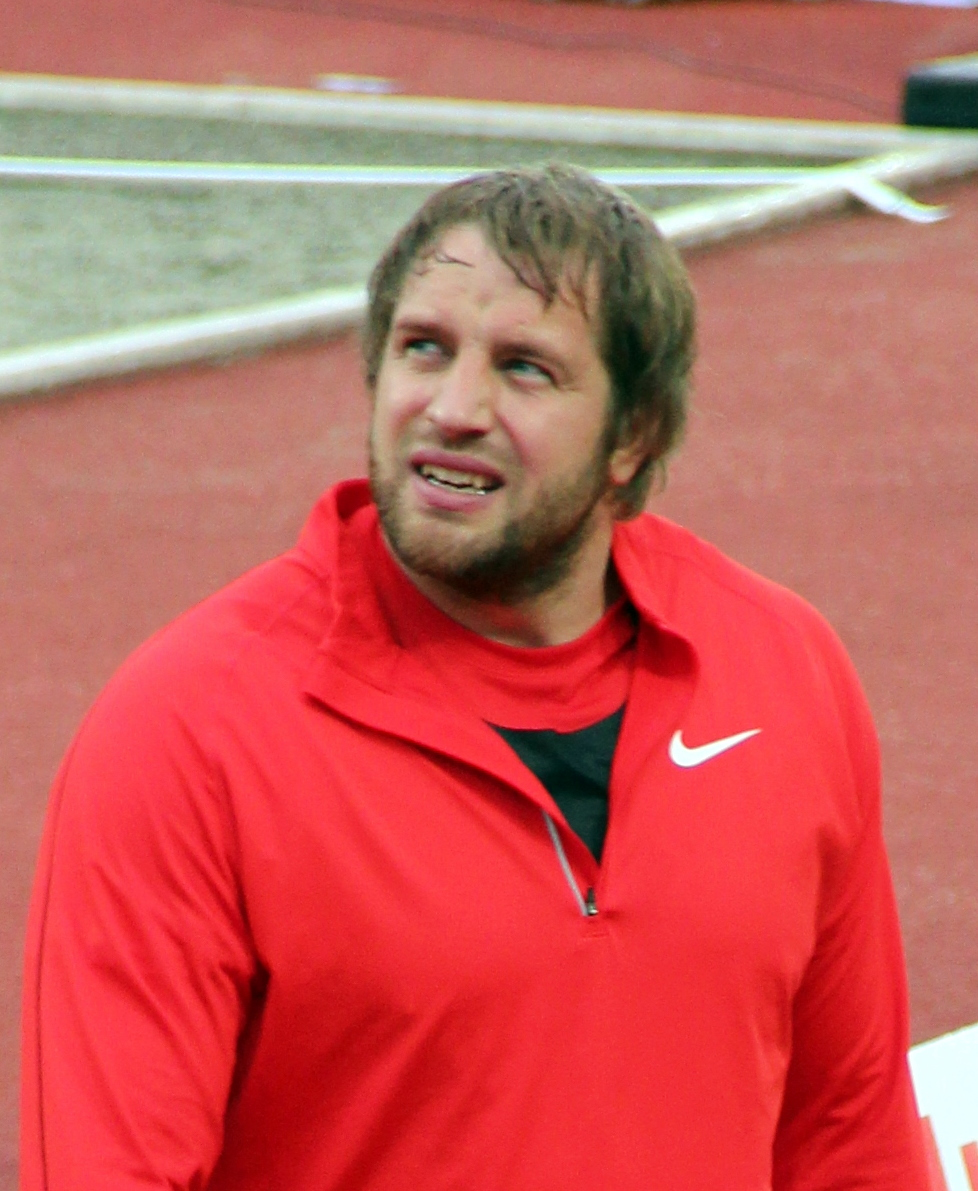
Märt Israel – ausgeschieden mit 60,34 m

Weitere in Qualifikationsgruppe A ausgeschiedene Diskuswerfer:

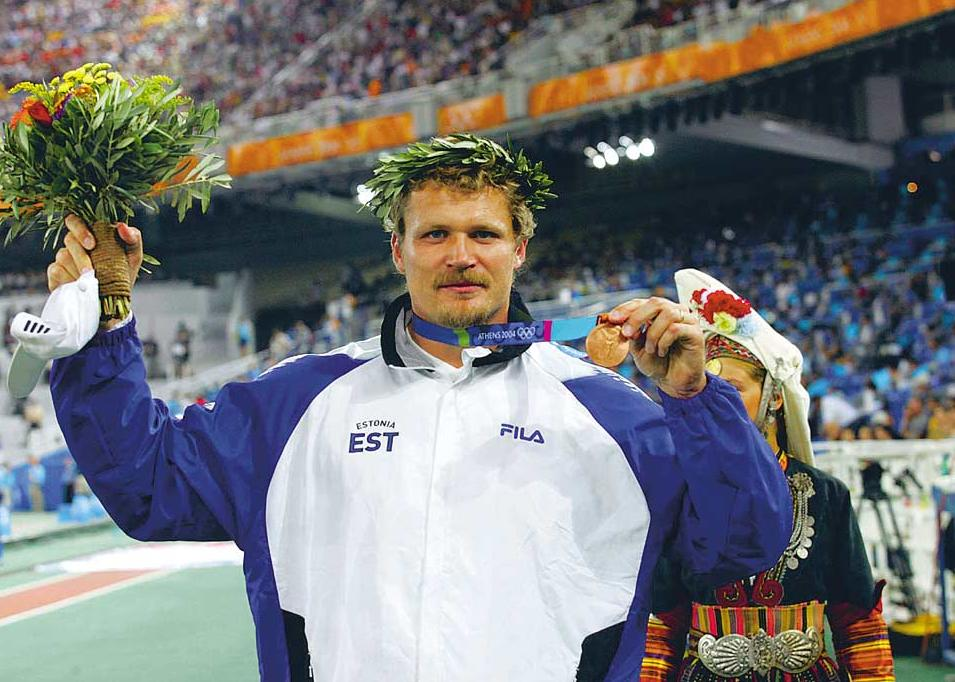
Aleksander Tammert – 60,20 m
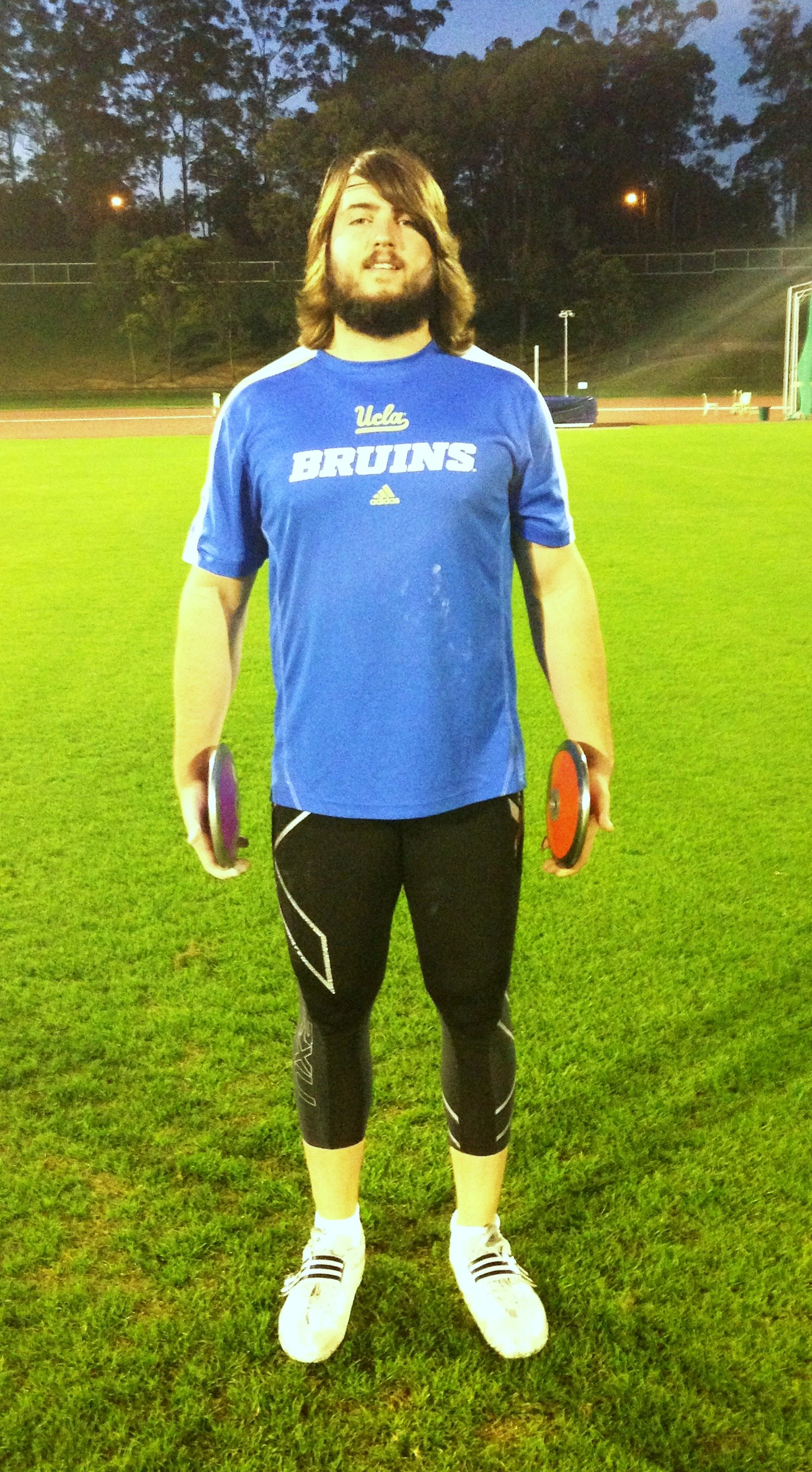
Julian Wruck – 60,08 m
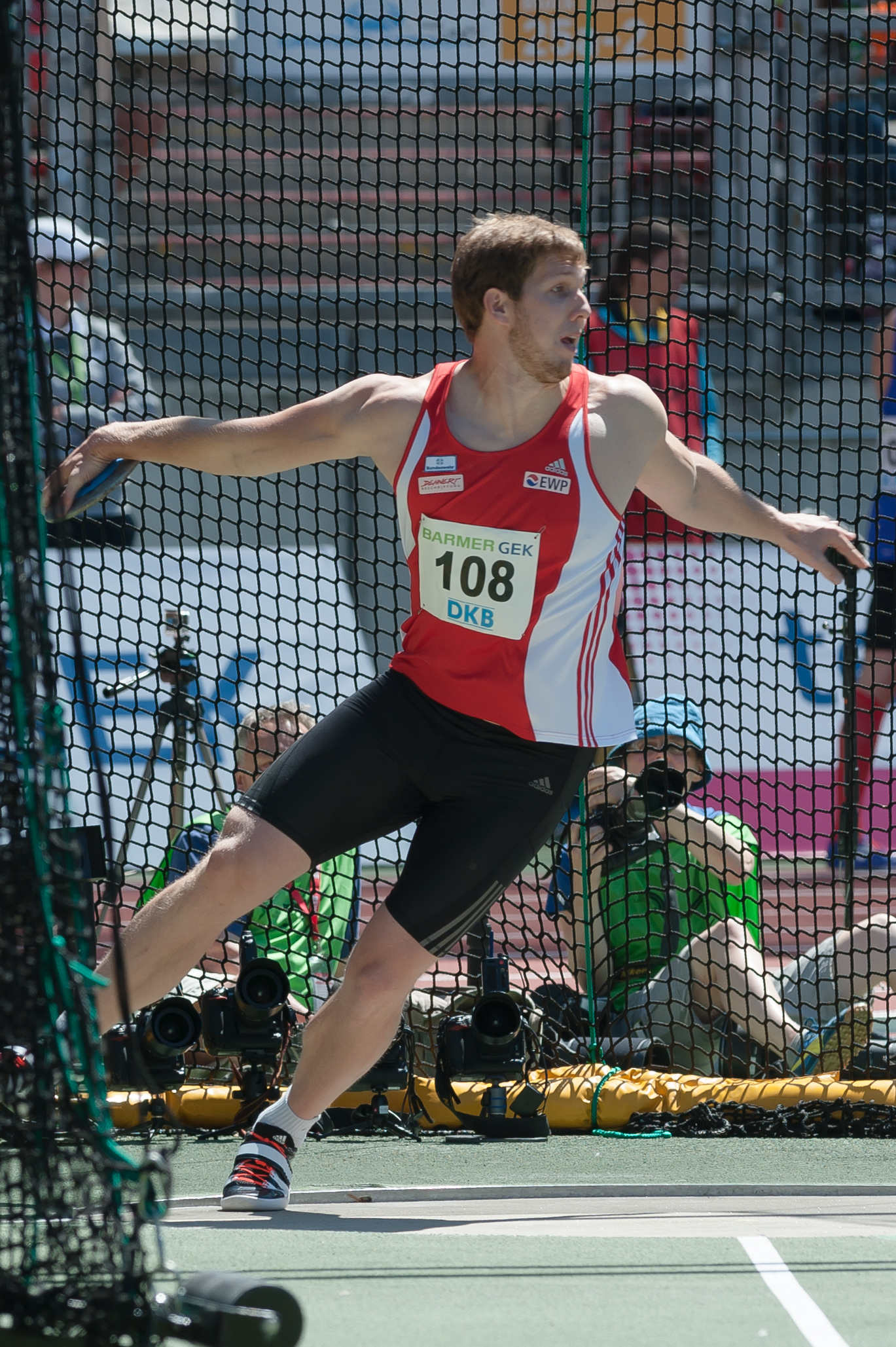
Markus Münch – 59,95 m

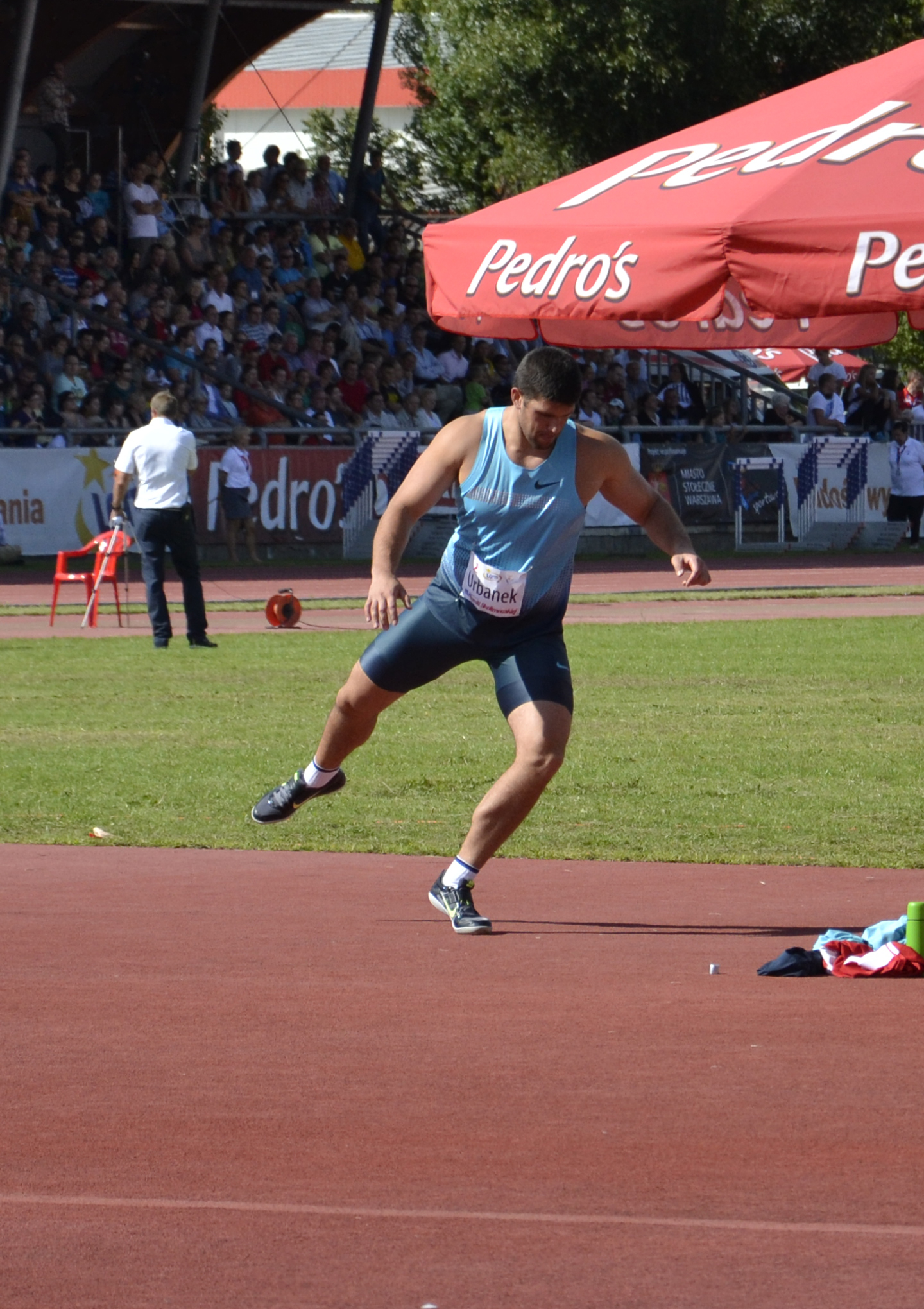
Robert Urbanek – 59,56 m
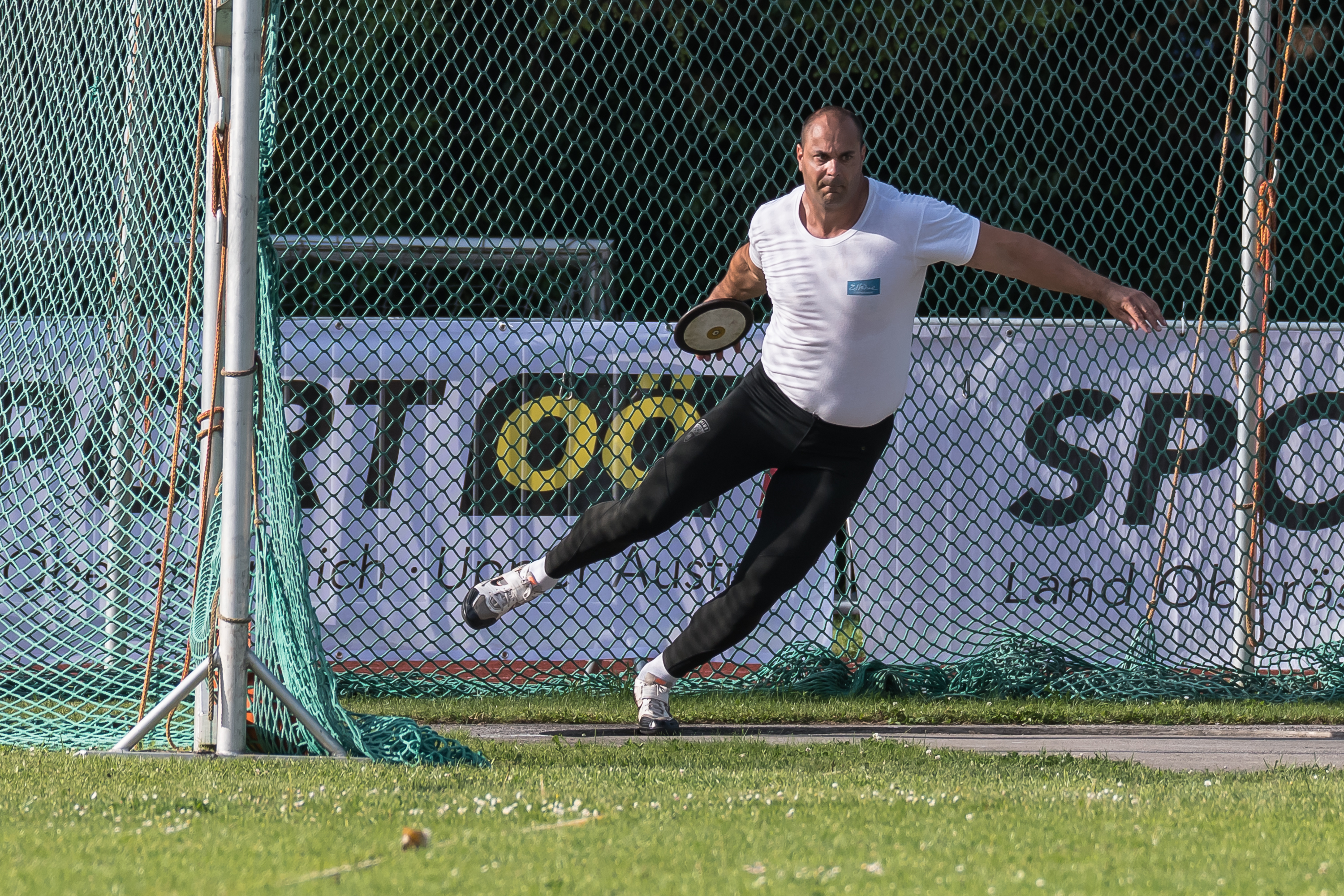
Roland Varga – 58,17 m
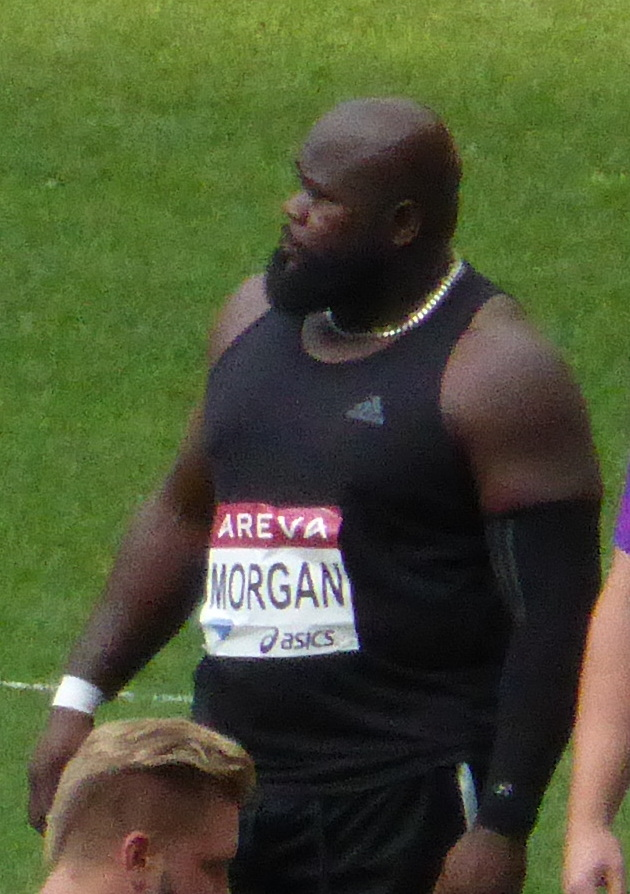
Jason Morgan – 57,46 m

### Gruppe B
6. August 2012, 11:35 Uhr

| Platz | Name                      | Nation         | 1. Versuch | 2. Versuch | 3. Versuch | Weite |
| ----- | ------------------------- | -------------- | ---------- | ---------- | ---------- | ----- |
| 1     | Gerd Kanter               | Estland        | x          | 59,72      | 66,39      | 66,39 |
| 2     | Robert Harting            | Deutschland    | 66,22      | –          | –          | 66,22 |
| 3     | Jorge Fernández           | Kuba           | 65,34      | x          | x          | 65,34 |
| 4     | Lawrence Okoye            | Großbritannien | x          | 63,00      | 65,28      | 65,28 |
| 5     | Martin Wierig             | Deutschland    | 64,13      | 62,66      | x          | 64,13 |
| 6     | Benn Harradine            | Australien     | 64,00      | x          | 61,39      | 64,00 |
| 7     | Mario Pestano             | Spanien        | 63,40      | 63,36      | x          | 63,40 |
| 8     | Bogdan Pischtschalnikow   | Russland       | 61,69      | x          | 63,15      | 63,15 |
| 9     | Rutger Smith              | Niederlande    | 63,00      | 62,70      | 63,09      | 63,09 |
| 10    | Martin Marić              | Kroatien       | 61,04      | 62,83      | 62,87      | 62,87 |
| 11    | Traves Smikle             | Jamaika        | x          | 59,59      | 61,85      | 61,85 |
| 12    | Lance Brooks              | USA            | 61,17      | 60,59      | 59,25      | 61,17 |
| 13    | Przemysław Czajkowski     | Polen          | 58,73      | x          | 61,08      | 61,08 |
| 14    | Gerhard Mayer             | Österreich     | 59,40      | 60,81      | 60,27      | 60,81 |
| 15    | Omar Ahmed el-Ghazaly     | Ägypten        | 60,16      | 60,26      | 58,89      | 60,26 |
| 16    | Abdul Buhari              | Großbritannien | 54,20      | 55,78      | 60,08      | 60,08 |
| 17    | Jarred Rome               | USA            | x          | x          | 59,57      | 59,57 |
| 18    | Sultan Mubarak al-Dawoodi | Saudi-Arabien  | 55,48      | 55,80      | 59,54      | 59,54 |
| 19    | Mykyta Nesterenko         | Ukraine        | x          | 58,18      | 59,17      | 59,17 |
| 20    | Danijel Furtula           | Montenegro     | 57,48      | x          | x          | 57,48 |
| 21    | Ronald Julião             | Brasilien      | x          | 56,20      | x          | 56,20 |

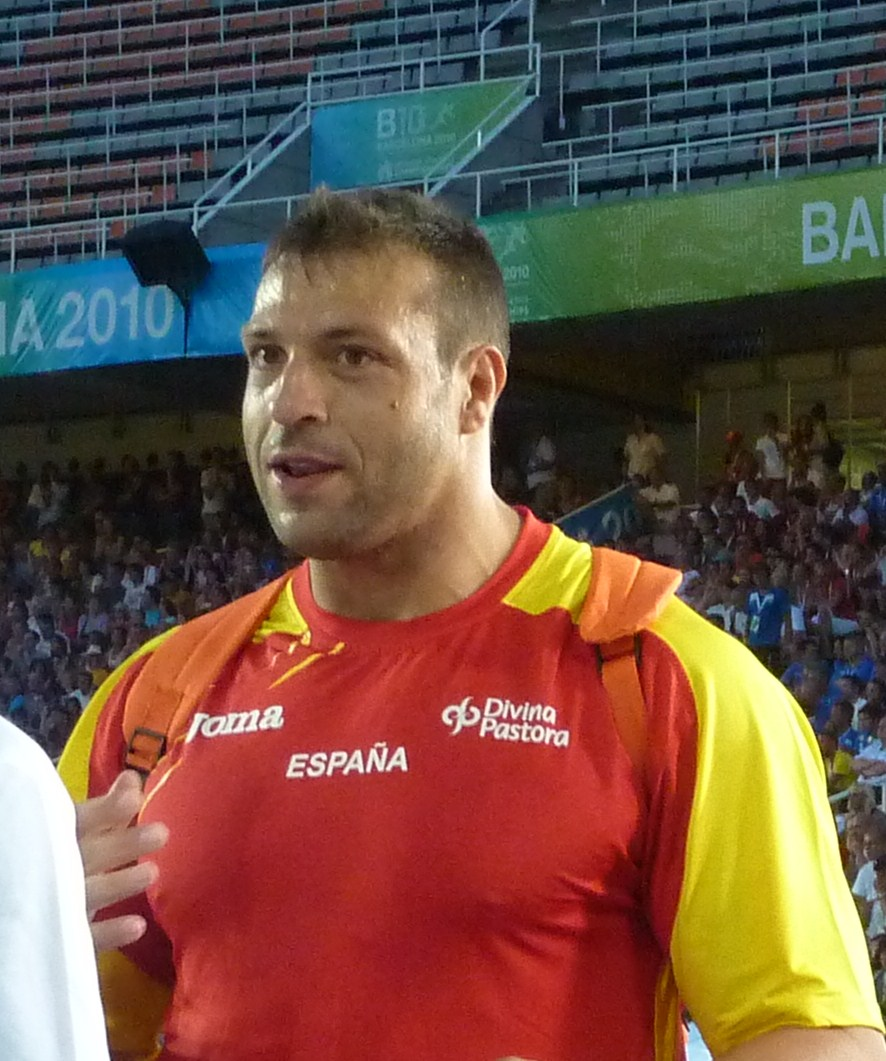
Mario Pestano – ausgeschieden mit 63,40 m

Weitere in Qualifikationsgruppe B ausgeschiedene Diskuswerfer:

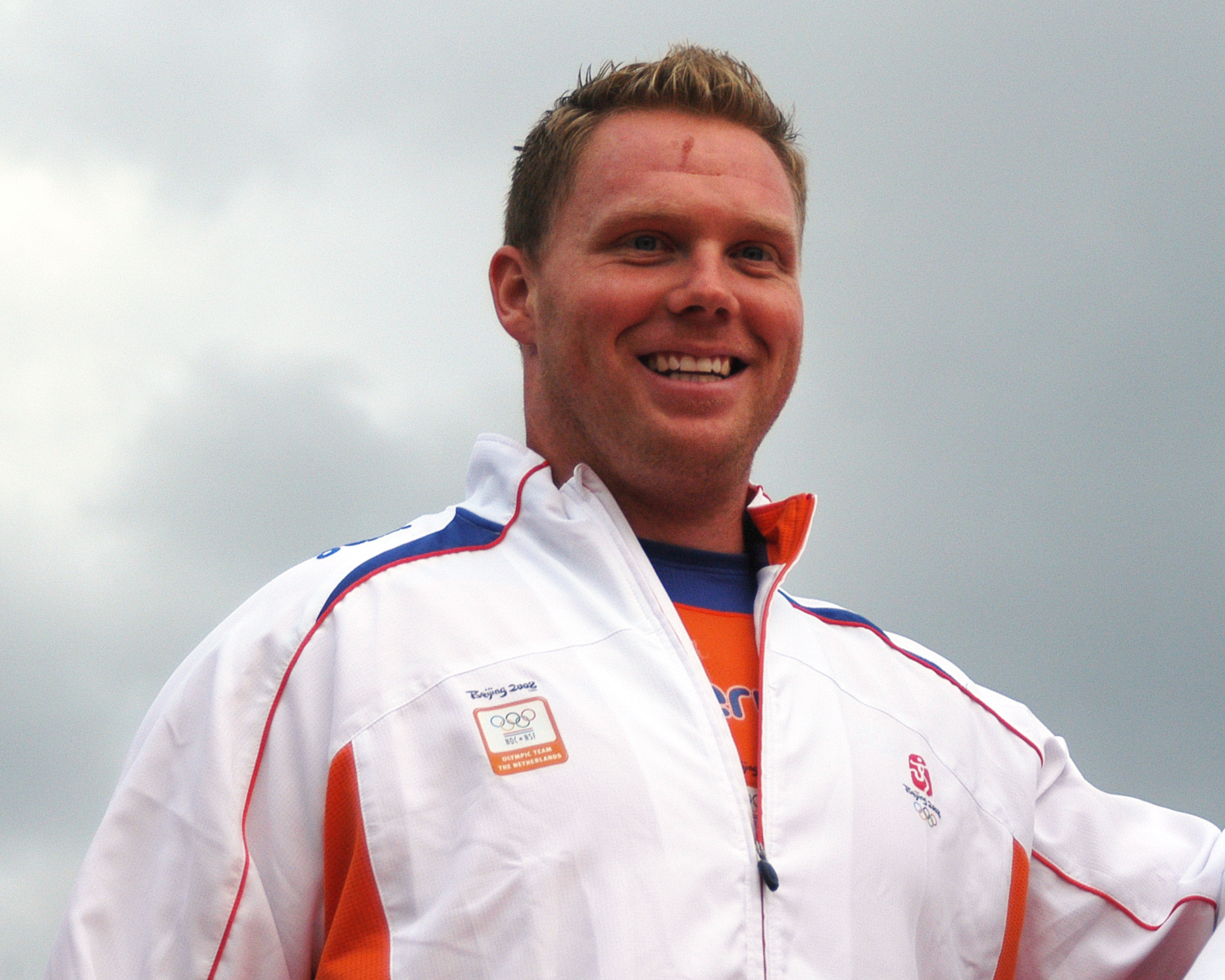
Rutger Smith – 63,09 m
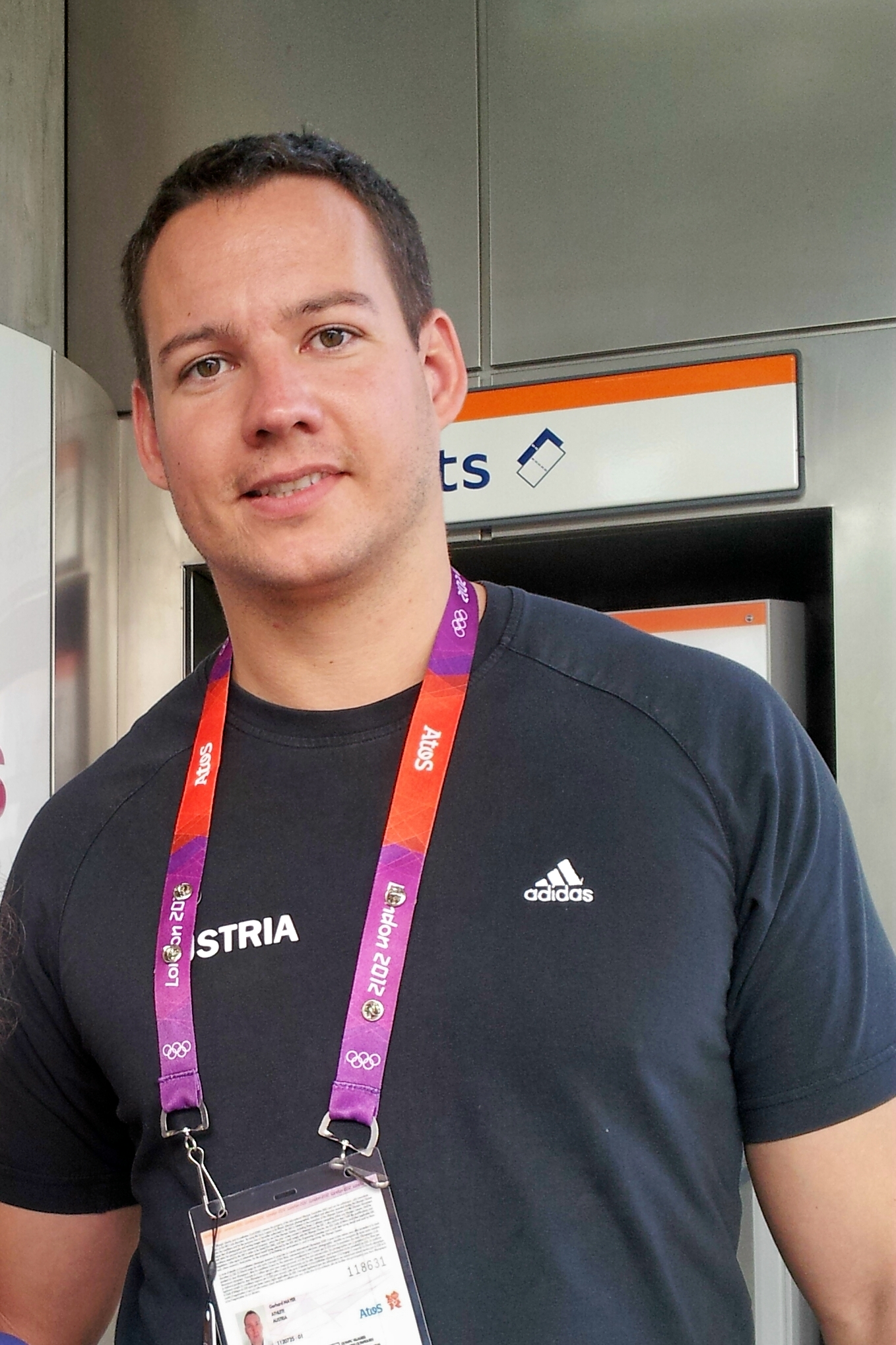
Gerhard Mayer – 60,81 m
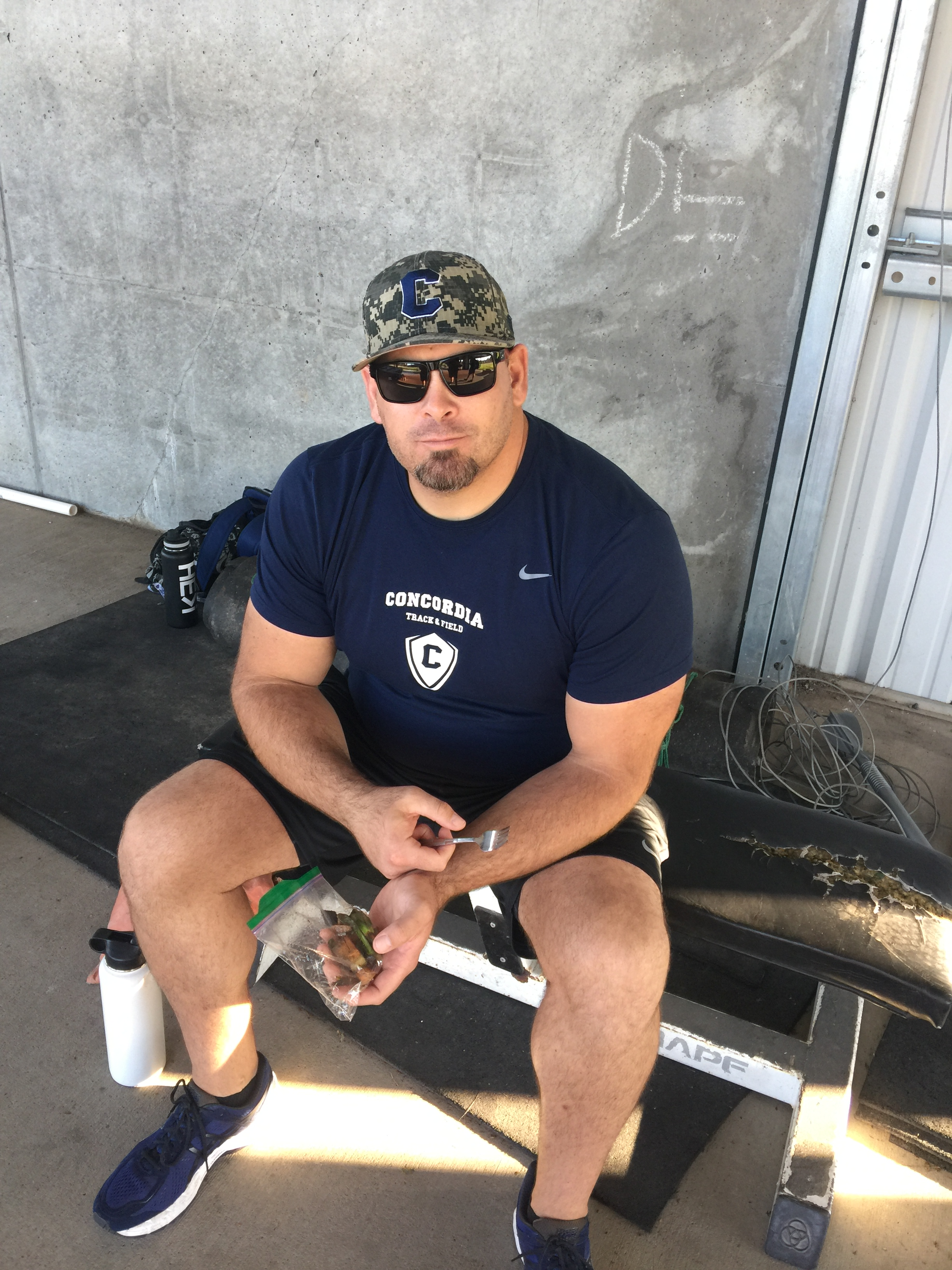
Jarred Rome – 58,57 m
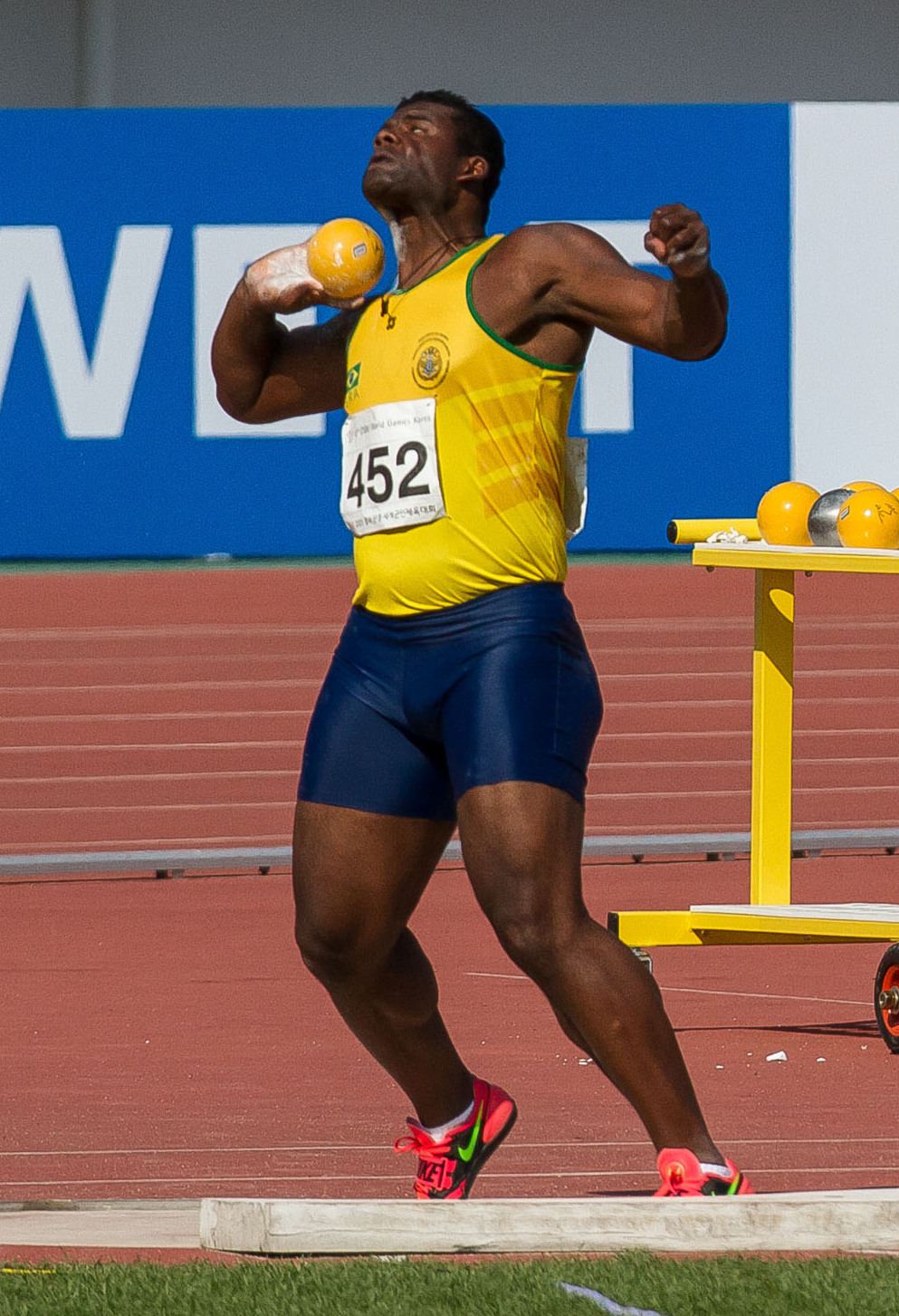
Ronald Julião – 56,20 m

## Finale
7. August 2012, 19:45 Uhr
| Platz | Name              | Nation         | 1. Versuch | 2. Versuch | 3. Versuch | 4. Versuch                             | 5. Versuch                             | 6. Versuch                             | Weite |
| ----- | ----------------- | -------------- | ---------- | ---------- | ---------- | -------------------------------------- | -------------------------------------- | -------------------------------------- | ----- |
| 1     | Robert Harting    | Deutschland    | 67,79      | x          | 67,27      | 66,45                                  | 68,27                                  | 67,08                                  | 68,27 |
| 2     | Ehsan Hadadi      | Iran           | 68,18      | 64,09      | 67,28      | 66,98                                  | x                                      | x                                      | 68,18 |
| 3     | Gerd Kanter       | Estland        | 65,07      | 65,79      | 66,02      | 65.96                                  | 68,03                                  | 66,99                                  | 68,03 |
| 4     | Virgilijus Alekna | Litauen        | 67,38      | x          | x          | 66,07                                  | x                                      | x                                      | 67,38 |
| 5     | Piotr Małachowski | Polen          | 62,50      | 66,92      | x          | 67,19                                  | x                                      | x                                      | 67,19 |
| 6     | Martin Wierig     | Deutschland    | 63,34      | 63,98      | x          | 65,85                                  | 64,79                                  | 65,12                                  | 65,85 |
| 7     | Frank Casañas     | Spanien        | 65,56      | x          | x          | 64,92                                  | 65,48                                  | 63,16                                  | 65,56 |
| 8     | Vikas Gowda       | Indien         | 64,79      | 60,95      | 63,03      | 64,15                                  | 64,48                                  | 63,89                                  | 64,79 |
|       |                   |                |            |            |            |                                        |                                        |                                        |       |
| 9     | Benn Harradine    | Australien     | 58,24      | 63,16      | 63,59      | nicht im Finale der besten acht Werfer | nicht im Finale der besten acht Werfer | nicht im Finale der besten acht Werfer | 63,59 |
| 10    | Erik Cadée        | Niederlande    | 62,40      | 62,77      | 62,78      | nicht im Finale der besten acht Werfer | nicht im Finale der besten acht Werfer | nicht im Finale der besten acht Werfer | 62,78 |
| 11    | Jorge Fernández   | Kuba           | x          | 60,04      | 62,02      | nicht im Finale der besten acht Werfer | nicht im Finale der besten acht Werfer | nicht im Finale der besten acht Werfer | 62,02 |
| 12    | Lawrence Okoye    | Großbritannien | 61,03      | x          | 60,11      | nicht im Finale der besten acht Werfer | nicht im Finale der besten acht Werfer | nicht im Finale der besten acht Werfer | 61,03 |

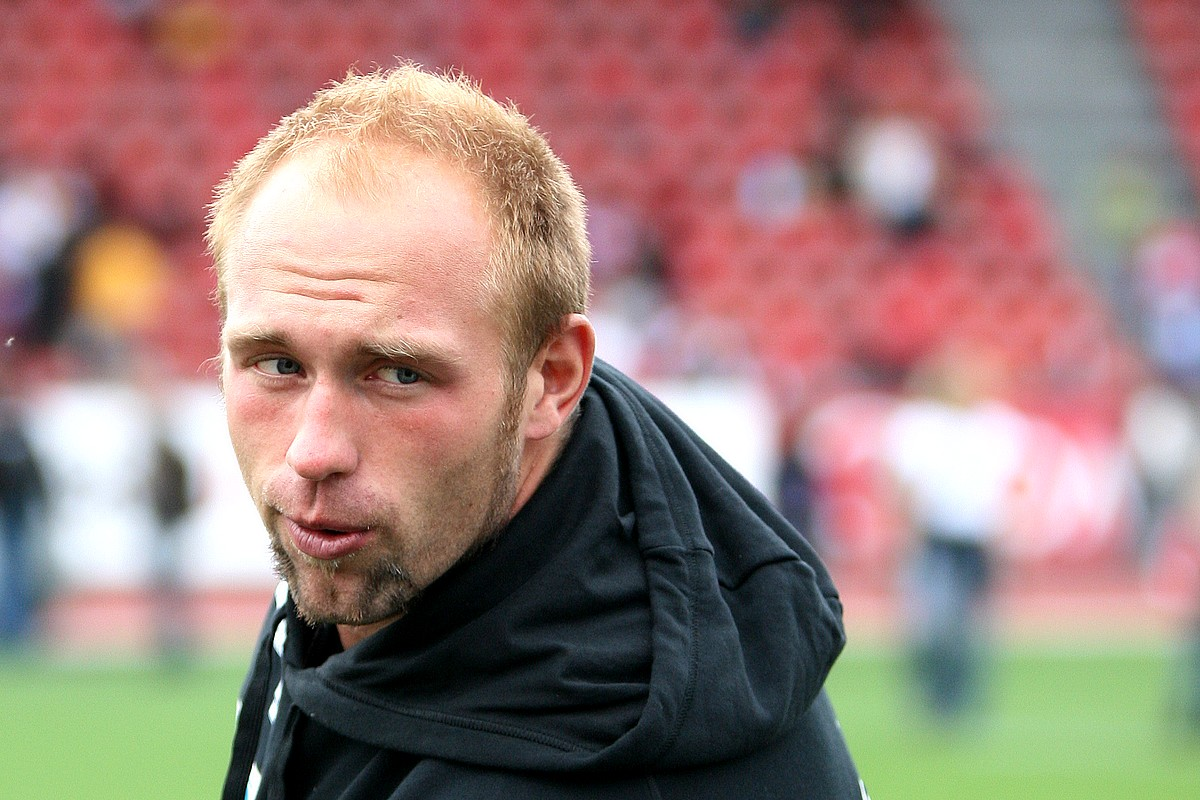
Robert Harting – nach Weltmeister- und Europameister-Titel jetzt auch der Olympiasieg

Für das Finale hatten sich zwölf Athleten qualifiziert, sechs von ihnen über die Qualifikationsweite, sechs weitere über ihre Platzierungen in der Qualifikation. Zwei Deutsche kämpften zusammen mit je einem Teilnehmer aus Australien, Estland, Großbritannien, Indien, Iran, Kuba, Litauen, den Niederlanden, Polen und Spanien um die Medaillen.
Als Favorit galt der zweifache Weltmeister Robert Harting aus Deutschland. Seine stärksten Konkurrenten waren der estnische Olympiasieger von 2008 Gerd Kanter, der Olympiasieger von 2000 und 2004 Virgilijus Alekna aus Litauen, der iranische WM-Dritte von 2011 Ehsan Hadadi sowie der Vizeweltmeister von 2009 und Europameister von 2010 Piotr Małachowski aus Polen.
Hadadi übernahm in der ersten Runde mit 68,18 m die Führung vor Harting (67,79 m) und Alekna (67,38 m). In den drei folgenden Versuchsserien veränderte sich nichts an der Spitze. Im fünften Durchgang verdrängte Harting den Iraner mit 68,27 m von der Spitzenposition. Kanter erzielte 68,03 m und schob sich damit an Alekna vorbei auf Platz drei. Die letzte Runde brachte keine Veränderungen mehr. Fünfter wurde Piotr Małachowski vor dem Deutschen Martin Wierig und dem Spanier Frank Casañas.
Ehsan Hadadi war der erste Medaillengewinner des Irans in der Leichtathletik.

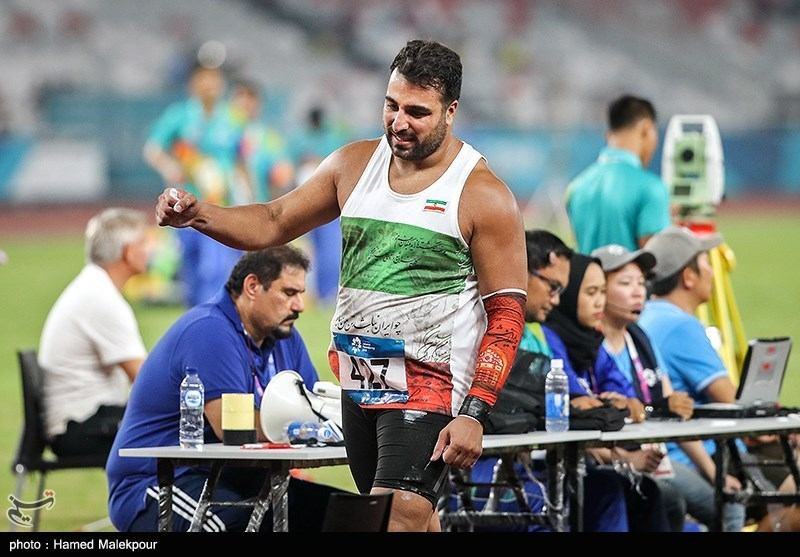
Silbermedaille: Ehsan Haddadi
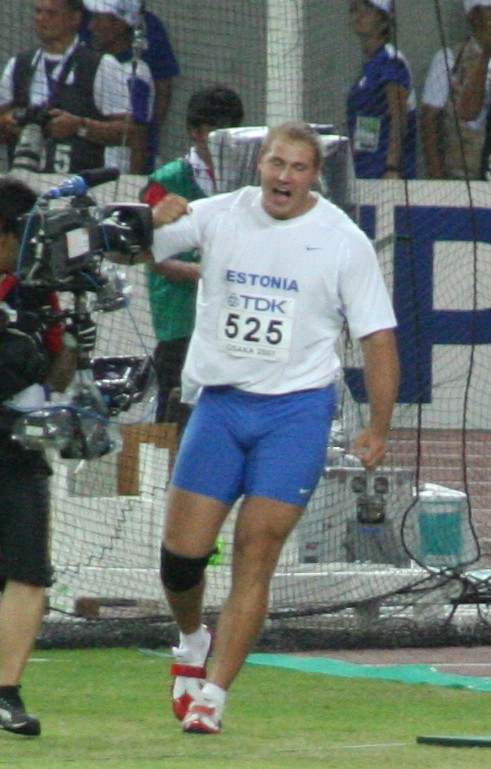
Bronzemedaille: Gerd Kanter
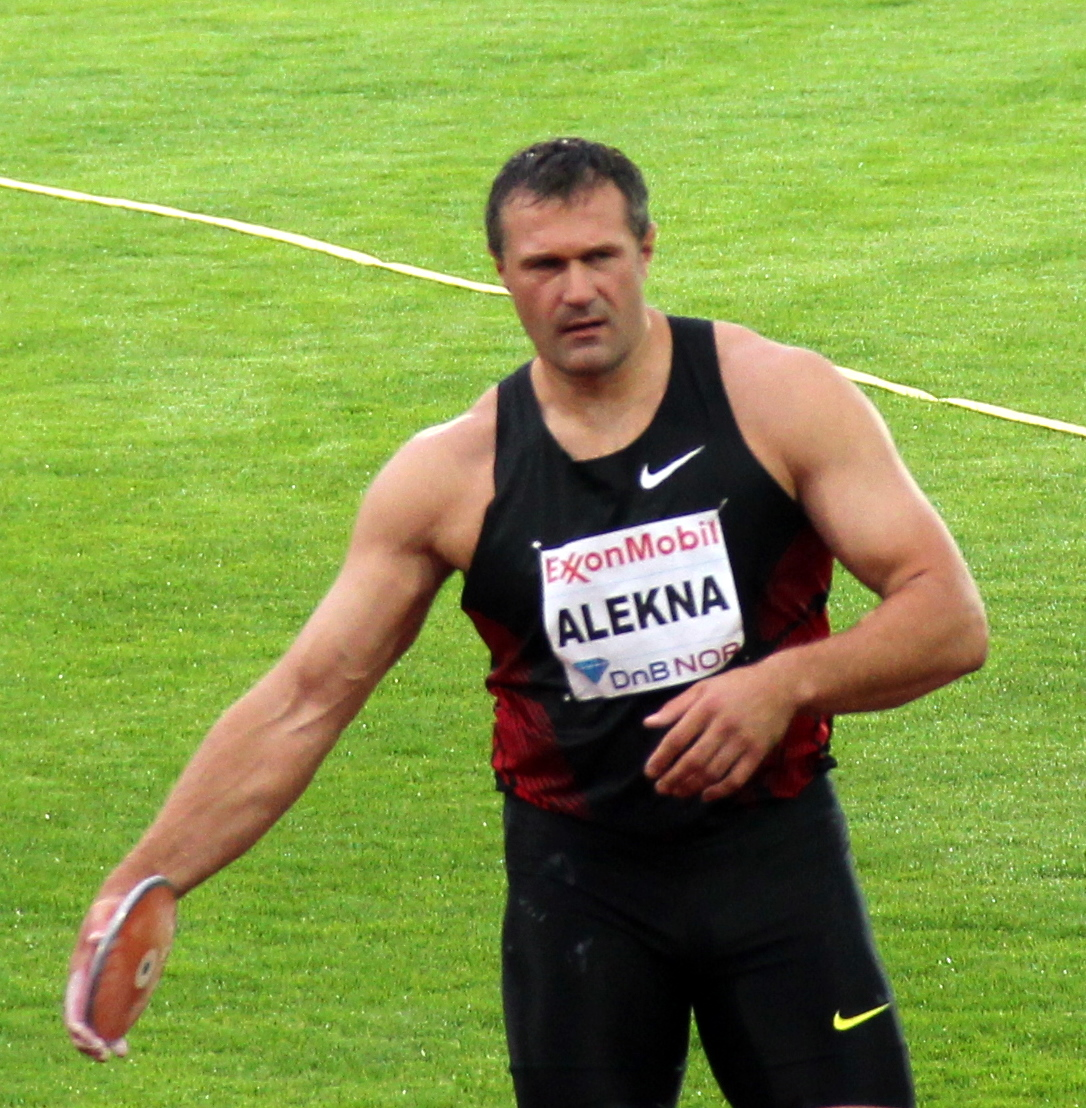
Rang vier für Virgilijus Alekna

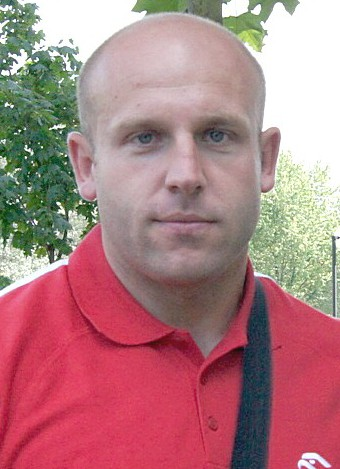
Piotr Małachowski erreichte Platz fünf
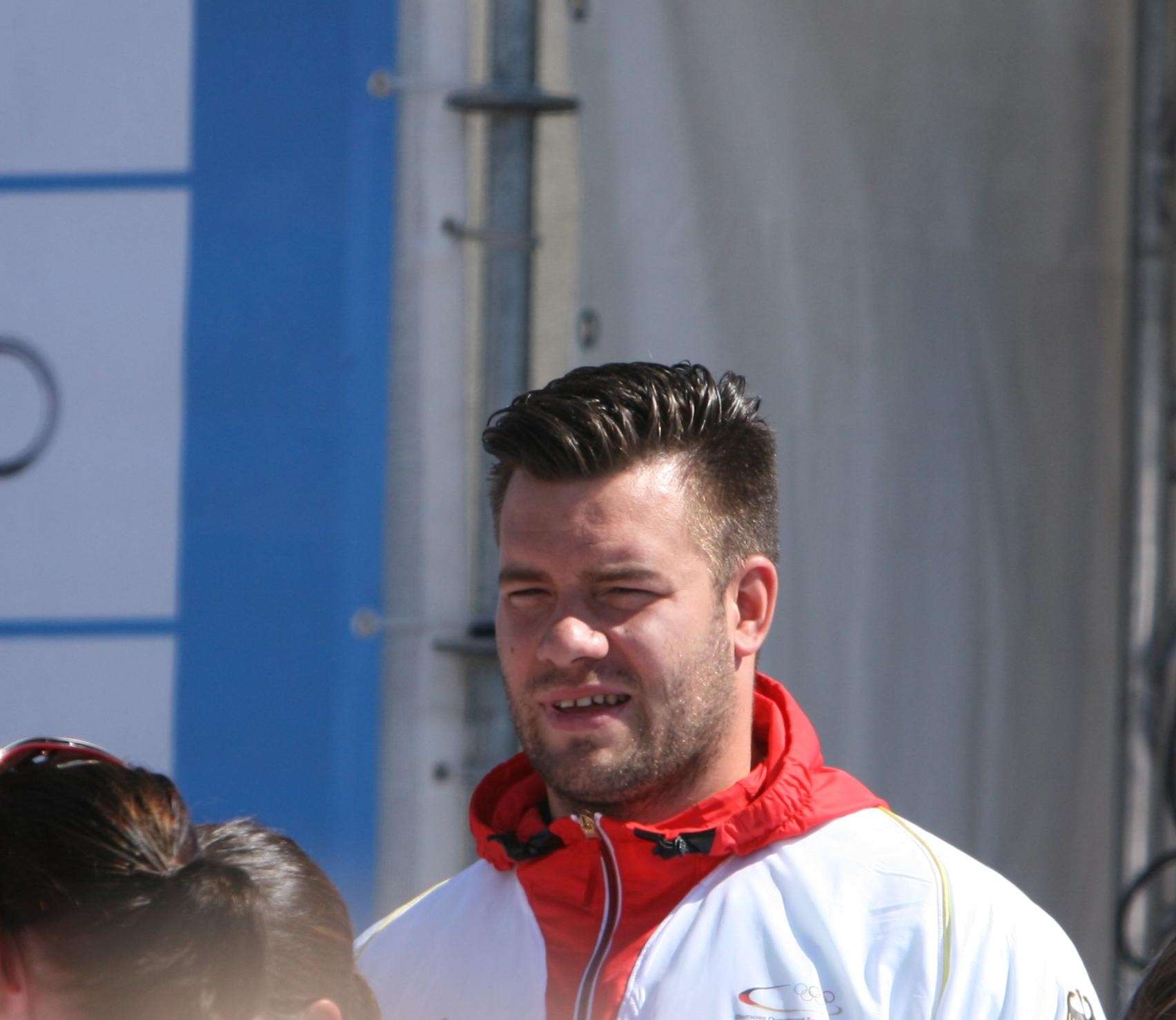
Der Olympiasechste Martin Wierig
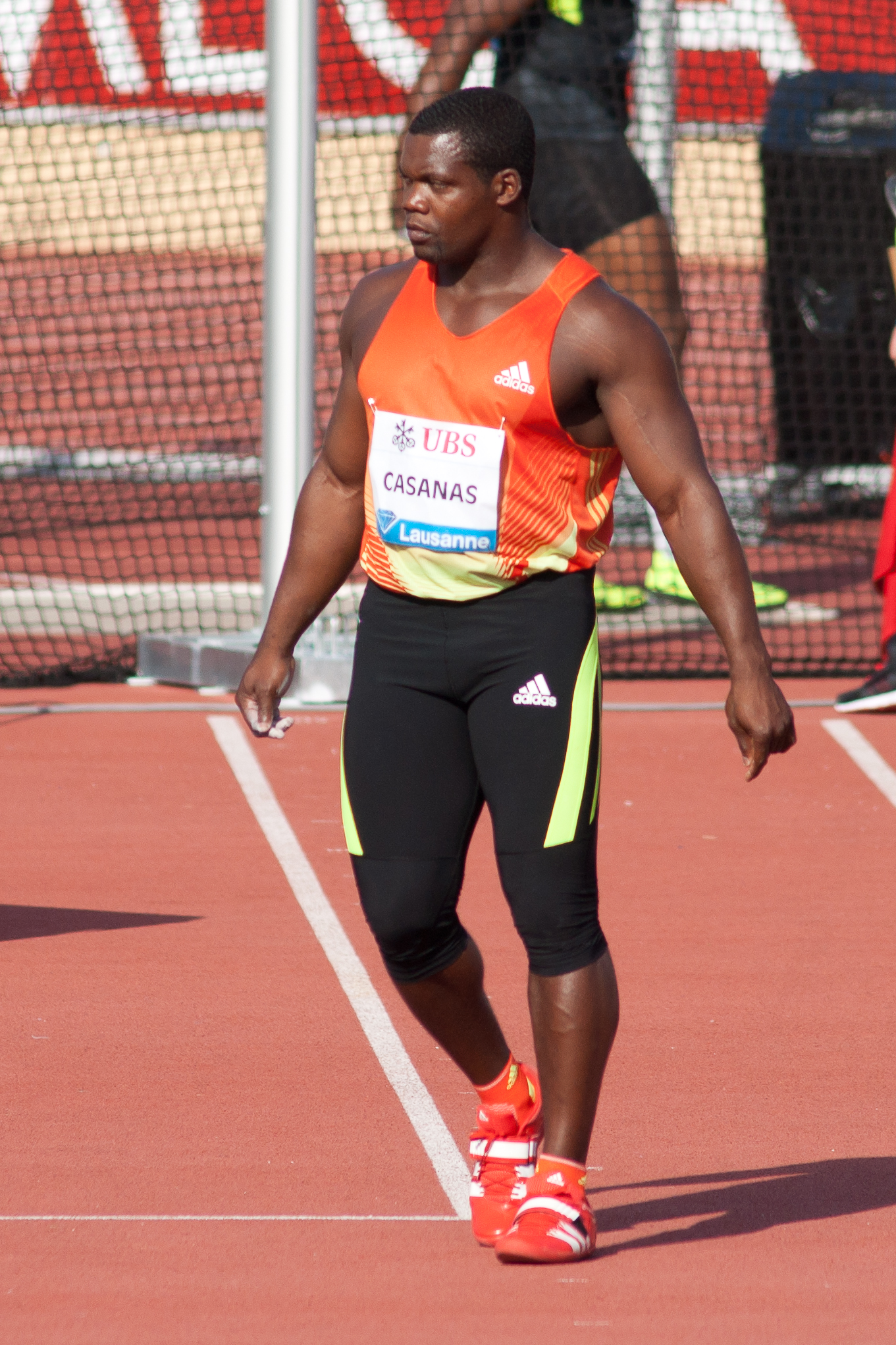
Frank Casañas kam auf den siebten Platz
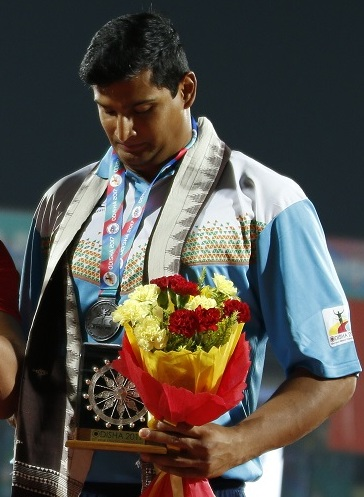
Der achtplatzierte Vikas Gowda
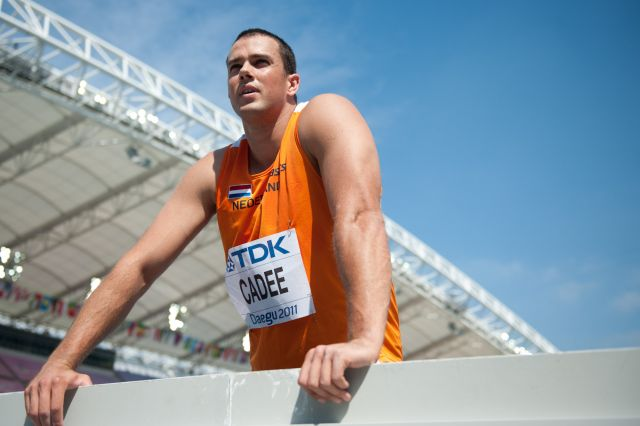
Erik Cadée wurde Olympiazehnter
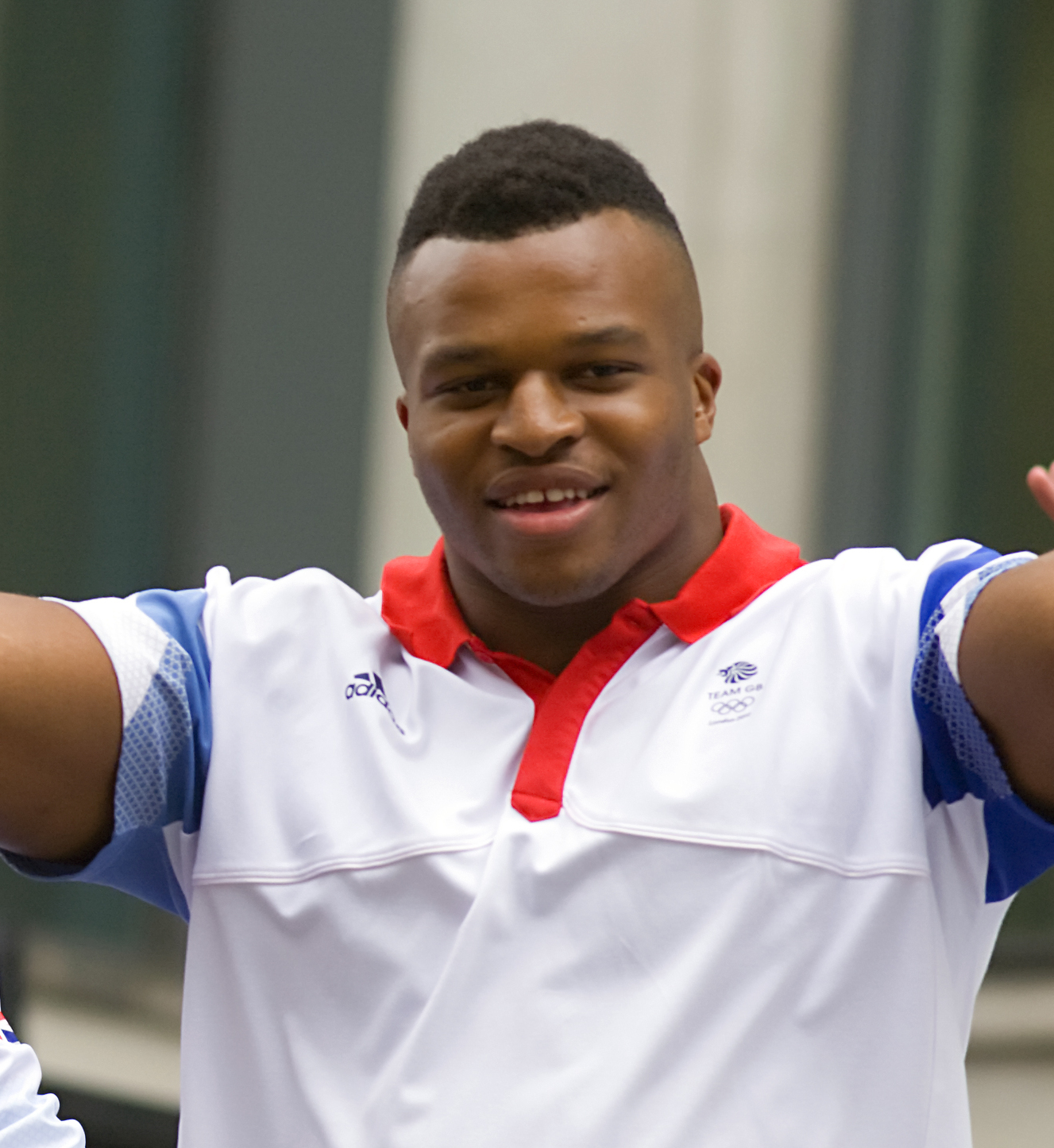
Lawrence Okoye belegte Platz zwölf

## Video
- Robert Harting (GER) Wins Discus Gold - London 2012 Olympics, youtube.com, abgerufen am 4. April 2022